# فارسلبن
فارسلبن (به آلمانی: Farsleben) یک منطقهٔ مسکونی در آلمان است که در ولمیراشتت واقع شده‌است. فارسلبن ۹۶۷ نفر جمعیت دارد.